# Жан Ніколя Ніссаж Саже
Жан Ніколя Ніссаж Саже (1810–1880) — тимчасовий глава держави 1867 року, 10 президент Гаїті у 1869–1874 роках. Став першим президентом Гаїті, який перебував на посту упродовж визначеного конституцією терміну та залишив його демократичним шляхом.